# Gehlenit
Gehlenit ist ein eher selten vorkommendes Mineral aus der Mineralklasse der „Silicate und Germanate“. Es kristallisiert im tetragonalen Kristallsystem mit der chemischen Zusammensetzung Ca2Al[4][AlSiO7] und entwickelt meist durchsichtige bis durchscheinende Kristalle von dicktafeligem oder kurzprismatischem Habitus und weißer, grauer oder gelblicher Farbe, aber auch körnige bis massige Mineral-Aggregate.
Gehlenit bildet mit Åkermanit eine vollkommene Mischreihe.

## Etymologie und Geschichte
Erstmals gefunden wurde Gehlenit 1815 am Monte Monzoni im Fassatal in Italien und beschrieben durch Johann Nepomuk von Fuchs, der das Mineral nach dem deutschen Chemiker Adolf Ferdinand Gehlen benannt, die Typlokalität befindet sich im Fassatal in der Provinz Trient, Italien.

## Klassifikation
In der veralteten 8. Auflage der Mineralsystematik nach Strunz gehörte der Gehlenit zur Mineralklasse der „Silikate“ und dort zur Abteilung „Gruppensilikate (Sorosilikate)“, wo er gemeinsam mit Åkermanit, Gugiait, Hardystonit und Melilith sowie im Anhang mit Fresnoit in der „Melilith-Reihe“ mit der Systemnummer VIII/B.02 steht.
In der zuletzt 2018 überarbeiteten Lapis-Systematik nach Stefan Weiß, die formal auf der alten Systematik von Karl Hugo Strunz in der 8. Auflage basiert, erhielt das Mineral die System- und Mineralnummer VIII/C.02-015. Dies entspricht der Klasse der „Silikate“ und dort der Abteilung „Gruppensilikate“, wo Gehlenit zusammen mit Åkermanit, Alumoåkermanit, Andrémeyerit, Barylith, Gugiait, Hardystonit, Hydroxylgugiait, Jeffreyit, Melilith, Meliphanit und Okayamalith die „Melilithgruppe mit Anhang“ mit der Systemnummer VIII/C.02 bildet.
Die von der International Mineralogical Association (IMA) zuletzt 2009 aktualisierte 9. Auflage der Strunz’schen Mineralsystematik ordnet den Gehlenit in die Klasse der „Silikate und Germanate“ und dort in die Abteilung „Gruppensilikate (Sorosilikate)“ ein. Hier ist das Mineral in der Unterabteilung „Si2O7-Gruppen ohne nicht-tetraedrische Anionen; Kationen in tetraedrischer [4]er- und größerer Koordination“ zu finden, wo es zusammen mit Alumoåkermanit, Åkermanit, Cebollit, Gugiait, Hardystonit, Jeffreyit und Okayamalith die „Melilithgruppe“ mit der Systemnummer 9.BB.10 bildet.
In der vorwiegend im englischen Sprachraum gebräuchlichen Systematik der Minerale nach Dana hat Gehlenit die System- und Mineralnummer 55.04.01.02. Das entspricht der Klasse der „Silikate“ und dort der Abteilung „Gruppensilikate: Si2O7-Gruppen, generell ohne zusätzliche Anionen“. Hier findet er sich innerhalb der Unterabteilung „Gruppensilikate: Si2O7-Gruppen, generell ohne zusätzliche Anionen und mit Kationen in [8] und niedrigerer Koordination“ in der „Melilithgruppe“, in der auch Åkermanit, Melilith und Okayamalith eingeordnet sind.

## Kristallstruktur
Gehlenit kristallisiert tetragonal in der Raumgruppe P421m (Raumgruppen-Nr. 113) mit den Gitterparametern a = 7,69 Å und c = 5,07 Å sowie zwei Formeleinheiten pro Elementarzelle.
Der Aufbau der Kristallstruktur erfolgt durch Gruppen aus schichtartig {\displaystyle \parallel } (100) angeordneten [AlSiO7]- und [AlO4]-Tetraedern, die durch Ca-O-Bindungen miteinander verknüpft sind, wobei Ca gegenüber O in [8]-Koordination auftritt.

## Bildung und Fundorte
Gehlenit kann natürlich in Plutoniten, Metamorphiten und Meteoriten vorkommen oder artifiziell durch hochtemperiertes Brennen karbonat-hältiger Keramik.
Hochtemperaturmetamorphose von „unreinen“ (Alumosilikat enthaltenden) Kalken oder Kontaktmetamorphose von magmatischen Gesteinen mit Karbonaten kann zur Bildung von Gehlenit führen. Das Mineral wurde auch in chondritischen Meteoriten beschrieben und gehört zu den ersten Kondensationsprodukten des abkühlenden präsolaren Nebels. In Calcium-Aluminium-reichen Einschlüssen (CAI) tritt Gehlenit zusammen mit Grossit, Hibonit, Spinell und Fassait, einem komplexen Klinopyroxen-Mischkristall aus Diopsid, Kushiroit, Davisit und Grossmanit.
Weltweit konnte Gehlenit bisher (Stand: 2010) an rund 60 Fundorten nachgewiesen werden, so in China, Deutschland, Iran, Israel, Italien, Japan, Mexiko, Neuseeland Österreich, Rumänien, Russland, Schweden, Tschechien, Uganda, Ungarn, im Vereinigten Königreich (Großbritannien) und in den Vereinigten Staaten (USA). Auch im Kometenstaub von Wild 2 konnte Gehlenit nachgewiesen werden.

## Verwendung
Da Gehlenit aufgrund seiner guten Kristallinität relativ einfach mittels Röntgenbeugung zu detektieren ist und unter atmosphärischen Druckbedingungen ein sehr eingeschränktes Bildungs- bzw. Stabilitätsfeld hat, kann dieses Mineral sehr gut zur Bestimmung von Brenntemperaturen antiker Keramiken herangezogen werden. Dieses „Thermometer“ kann allerdings nur in karbonathaltigen Keramiken eingesetzt werden, da eine adäquate Menge an reaktivem Calcium für die Bildungsreaktion von Gehlenit verfügbar sein muss.